# Рузибаев, Турсунбай
Турсунбай Рузибаев — советский хозяйственный, государственный и политический деятель. он родился в уйчинском районе.

## Биография
Родился в 1922 году в селе Кизил-Ралат. Член КПСС.
Участник Великой Отечественной войны, С 1946 года — на хозяйственной, общественной и политической работе. В 1946—1978 гг. — организатор сельскохозяйственного производства в Андижанской и Наманганской областях Узбекской ССР, секретарь Андижанского обкома КП Узбекистана, первый секретарь Наманганского горкома КП Узбекистана, секретарь Наманганского обкома КП Узбекистана.
Избирался депутатом Верховного Совета Узбекской ССР 4-го, 5-го, 6-го и 7-го созывов.
Делегат XXIII съезда КПСС.
Умер до 1985 года.